# Mikroregion Brněnec
Mikroregion Brněnec je dobrovolný svazek obcí v okresu Svitavy, jeho sídlem je Brněnec a jeho cílem je hájení oprávněných ekonomických, sociálních, společenských a kulturních zájmů obyvatel regionu, řešení problémů přesahujících rámec a možnosti jednotlivých obcí, zjm. se jedná o úkoly v oblasti školství, sociální péče, zdravotnictví, kultury, požární ochrany, veřejného pořádku, ochrany životního prostředí, cestovního ruchu, zabezpečování čistoty obce, správy veřejné zeleně a veřejného osvětlení, shromažďování a odvoz komunálních odpadů a jejich nezávadného zpracovávání, využití nebo zneškodnění, zásobování vodou, odvádění a čištění odpadních vod, zavádění, rozšiřování inženýrských sítí, systémů veřejné osobní dopravy k zajištění dopravní obslužnosti daného území, správy majetku obcí atd. Sdružuje celkem 11 obcí a byl založen v roce 2002.

## Obce sdružené v mikroregionu
- Banín
- Bělá nad Svitavou
- Bohuňov
- Brněnec
- Chrastavec
- Lavičné
- Rozhraní
- Rudná
- Študlov
- Vítějeves
- Želivsko